# Dalia Fernández
Dalia Cristina Fernández Sánchez (Santiago, 3 de enero de 1990]) es una modelo dominicana que fue coronada como Miss República Dominicana 2011, representando a la República Dominicana en el Miss Universo 2011. Fernández además representó a Dominicana en Miss Continente Americano 2011, en el cual quedó como virreina.

## Carrera
Antes de su participación en Miss República Dominicana 2011, Fernández compitió en Reina Mundial del Banano en Machala, Ecuador el 23 de septiembre de 2009, quedando como primera finalista del certamen; ganó una corona de 500 Perlas de Colores de joyas, perlas verdes, piedras preciosas, y 700 cristales, acabado en plata.

### Miss República Dominicana
Fernández compitió en representación de la provincia Santiago, siendo una de las 36 finalistas en su país República Dominicana en el concurso de belleza nacional Miss República Dominicana 2011, donde se convirtió en la ganadora del título, y representado el país en Miss Universo 2011.

### Miss Continente Americano
La primera finalista, Katherine Cruz de Santo Domingo Norte, quien representaría la República Dominicana en el certamen de Miss Continente Americano 2011 llevado a cabo en Guayaquil, Ecuador renunció a su cargo, por lo tanto Dalia Fernández tomó su lugar quedando virreina del certamen.

### Miss Universo
Compitió como la representante oficial de República Dominicana en el concurso Miss Universo 2011, el cual fue transmitido desde São Paulo, Brasil el 12 de septiembre de 2011, donde no clasificó al grupo de semifinalistas. 

## Trivia
Dalia Fernández participó como modelo en el vídeo "Baila, Baila" de Jencarlos Canela f/ Pitbull.